# Oblasts autónomos da Rússia

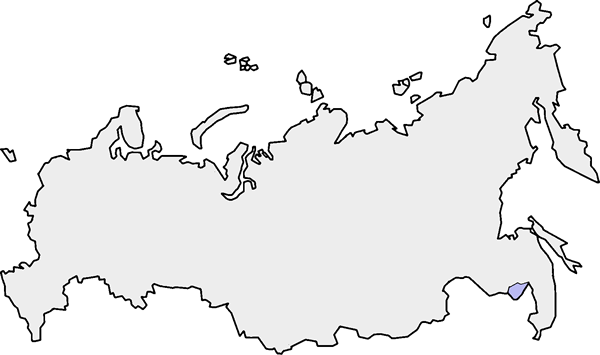

Oblasts autónomos da Rússia são regiões autónomas da Rússia, que fazem parte de sua subdivisão administrativa.
Efectivamente, a Federação Russa encontra-se dividida em 83 diferentes secções, das quais 48 são oblasts e um deles é autónomo.
Trata-se do Oblast Autónomo Judaico (destacado em azul, no canto inferior direito do mapa).